# 金江杜鹃
金江杜鹃（学名：Rhododendron elegantulum）为杜鹃花科杜鹃花属下的一个种，花期5-6月，果期7月。

## 扩展阅读
- 維基物種上的相關：金江杜鹃